# Podoskop

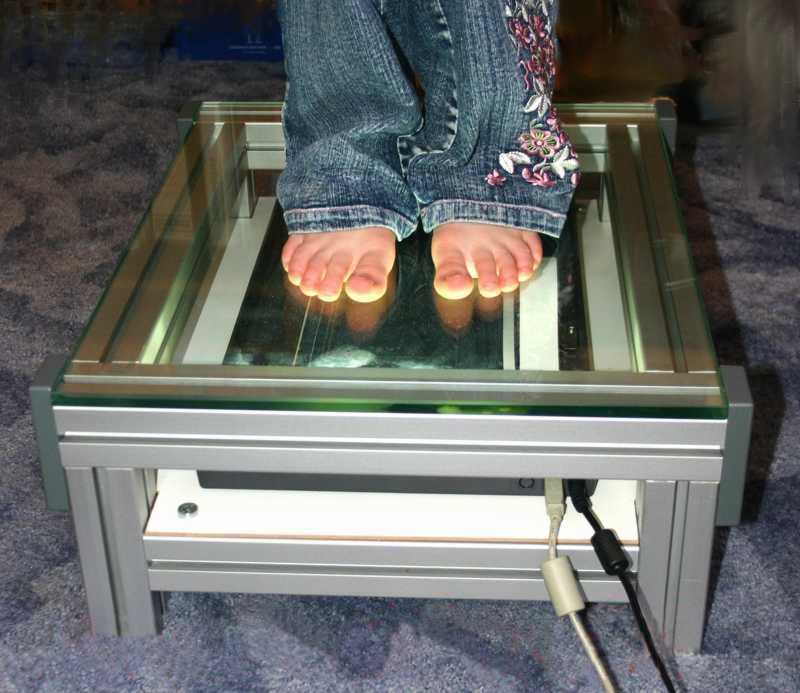
Podoskop

Ein Podoskop wird eingesetzt, um die Physiognomie der Füße zu erfassen. So können in der Orthopädie Fußschwächen und Halteanomalien erkannt werden. Digitale Podoskope erfassen die Fußform visuell und erlauben eine Dokumentation und Berechnung der Schwäche. Das Podoskop findet in der Rückenschule, in der Rehabilitation verschiedener Bandläsionen und auch präventiv Verwendung.
Das Podoskop ist nicht zu verwechseln mit dem Pedoskop, einem Gerät, mit dem früher in Schuhgeschäften die Füße in den Schuhen mittels Röntgenstrahlung durchleuchtet wurden, um die korrekte Schuhgröße zu ermitteln.

## Beispiele
Neue digitale Podoskope erfassen die Fußreaktionskräfte und Belastungspunkte des Menschen statisch wie dynamisch. Hierbei geht oder steht die Person auf einer Plattform, beispielsweise aus Glas, mit integriertem Spiegel und Scansystem für die Fußdruckanalyse. Eine eingebaute Software führt die verschiedenen Messergebnisse zusammen und erstellt neben der Diagnose auch Vorschläge für die Therapie, gibt also zum Beispiel die korrekten Bewegungsabläufe vor. Der Patient hat dann die Möglichkeit, mit Hilfe des Spiegels seine Füße visuell zu kontrollieren und dem vorgegebenen Bewegungsmuster anzupassen.